# Bergamottes de Nancy
Cet article concerne la marque. Pour la confiserie, voir Bergamote de Nancy.
Bergamottes de Nancy est une marque de fabrique, déposée le 28 juillet 1898 par Louis Lefèvre-Denise, confiseur à Nancy, auprès du greffe du Tribunal de commerce de Nancy. Cette marque désigne des tablettes de sucre cuit parfumé à l'essence naturelle du fruit bergamote, qui sont la spécialité de la ville de Nancy depuis le XVIIIe siècle.

## Origine

### Antoine Lefèvre-Denise
Antoine Lefèvre-Denise, fonde, rue de la Faïencerie puis rue Saint-Dizier à Nancy, en 1840, une fabrique de biscuits. Antoine est le frère ainé de Jean-Romain Lefèvre, fondateur en 1846 de la biscuiterie LU. Les deux frères travaillent ensemble à Nancy au début des années 1840. Ils sont également confiseurs, et fabriquent des « tablettes de bergamotte », dont la ville de Nancy a la réputation.
Antoine orthographie le mot « bergamotte » avec deux « t »,. Au XIXe siècle,les dictionnaires proposent d’orthographier le mot « bergamotte » avec un ou deux « t ». L'orthographe "Bergamotte" est reconnue par les grammairiens.
Les « tablettes de bergamotte » des frères Lefèvre sont des petits carrés, ou carrés longs, de sucre cuit parfumé à l'essence naturelle de bergamote, de dimensions variables, réalisés, soit par découpe à la main du sucre sur un marbre, soit par moulage  à l'aide d'une mécanique à drops.
Le frère ainé d'Antoine et Jean-Romain, Louis Lefèvre fonde une fabrique de pain d'épices à Sedan en 1848.
Un premier cousin des frères Lefèvre, Laurent Guédon, est confiseur à Verdun, et un second, Hubert Finoulst, est fabricant de pain d'épices à Bruxelles.

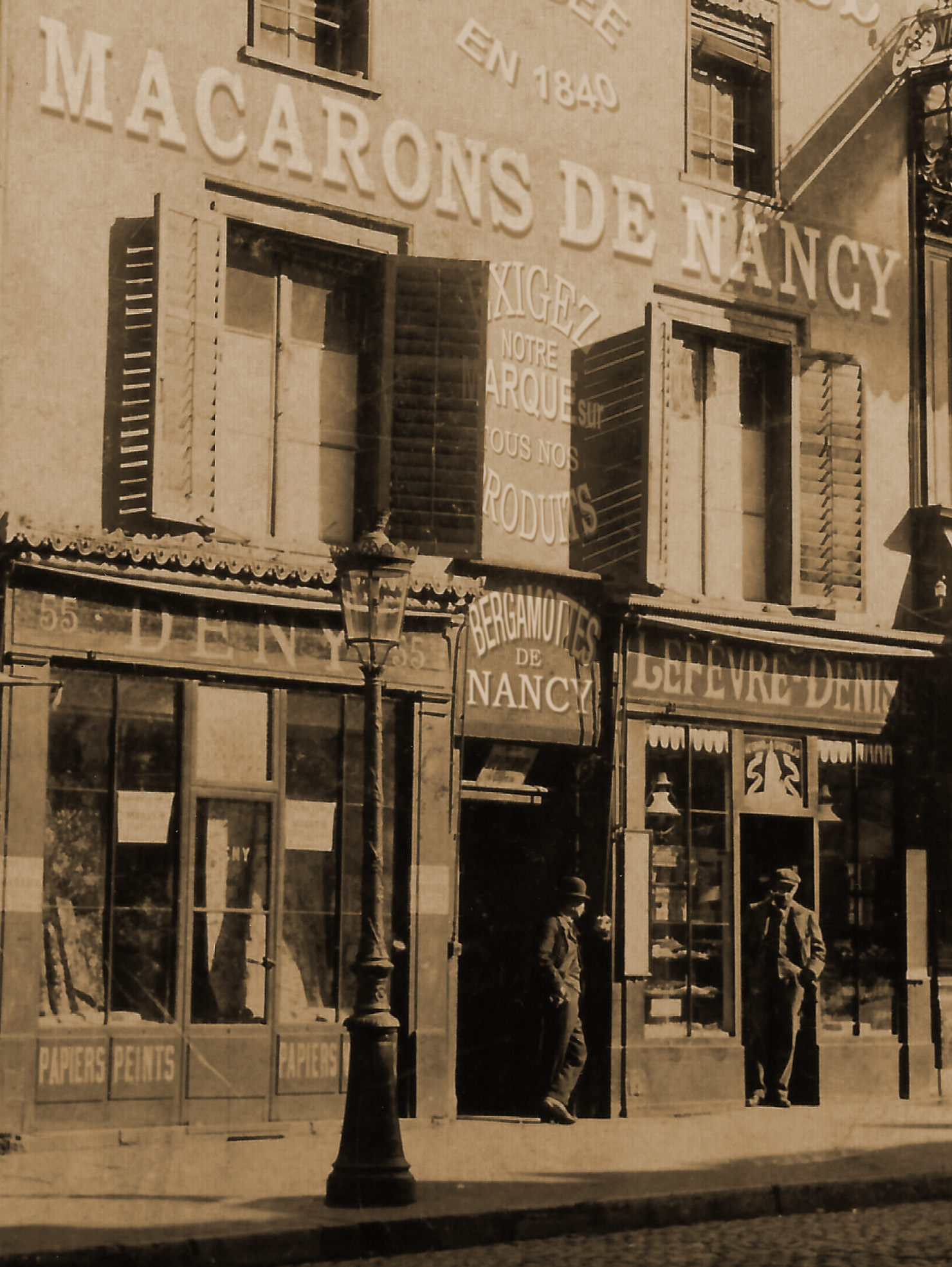
Réclame pour les Macarons de Nancy et les Bergamottes de Nancy, façade de la confiserie Lefèvre-Denise 55 rue Saint-Dizier à Nancy vers 1890

### Louis Lefèvre-Denise
Louis Lefèvre-Denise est le fils d'Antoine, il est né en 1851. Au décès de son père en 1880, Louis reprend la biscuiterie-confiserie familiale. Il continue à fabriquer les principaux produits de la maison Lefèvre-Denise, pain d'épices, macarons et « tablettes de bergamotte ». 
Louis dépose la marque Au Grand Saint Nicolas Lefèvre-Denise en 1884. C'est à cette époque que l’appellation « Bergamottes de Nancy » apparaît pour désigner ces tablettes de sucre cuit parfumé à l'essence naturelle du fruit bergamote, fabriqués à Nancy.
Louis Lefèvre-Denise fait construire une usine dans les faubourgs de Nancy en 1896, et dépose en 1898 auprès du greffe du Tribunal de commerce de Nancy un dessin destiné à servir de marque de fabrique sans avoir égard aux grandeurs, aux couleurs, et aux encres de ce dessin et sa disposition. Cette marque étant destinée à être appliquée sous forme d'étiquette sur les boites renfermant des tablettes en sucre de la fabrication du déposant, appelées « Bergamottes de Nancy ».
Tout comme son père Antoine, Louis Lefèvre fournit divers produits casher, notamment des Bergamottes de Nancy pour la fête de Pessah

## Renommée

### Exposition nationale de Nantes de 1861
Les frères Lefèvre et leurs cousins participent à l'exposition nationale de Nantes de 1861, et sont récompensés par une mention honorable pour leurs biscuits, pain d'épices, macarons et confiseries.

### Exposition culinaire de Nancy de 1902
Louis Lefèvre-Denise participe à l'exposition culinaire de Nancy de 1902, et obtient à ce titre une médaille d'argent pour sa biscuiterie et ses « Bergamottes de Nancy ».

### Exposition culinaire de Paris de 1905
Louis Lefèvre-Denise participe à l'exposition culinaire de Paris de 1905, et obtient à ce titre un diplôme d'honneur pour ses macarons, biscuits, pain d 'épices et « Bergamottes de Nancy ».

### Exposition internationale de l'Est de la France de Nancy de 1909
Louis Lefèvre-Denise participe à l'Exposition internationale de l'Est de la France de Nancy de 1909 et obtient à ce titre une médaille de vermeil pour son pain d'épices, ses Macarons de Nancy, et ses « Bergamottes de Nancy ».

### Exposition de Clermont-Ferrand de 1910
Louis Lefèvre-Denise participe à l'exposition de Clermont-Ferrand de 1910 et obtient une médaille d'or, notamment pour ses « Bergamottes de Nancy ».

### 8ème Foire européenne de Strasbourg de 1933
La Confiserie Lefèvre-Denise reçoit une médaille d'or.

### Foire exposition de l'Est à Nancy en 1934
Participation Hors concours.

### Foire internationale de Metz en 1934
La Confiserie Lefèvre-Denise est récompensée par un diplôme d'honneur.

### Foire exposition de l'Est à Nancy en 1935
Louis Lefèvre-Denise et sa fille Yvonne participe hors concours.

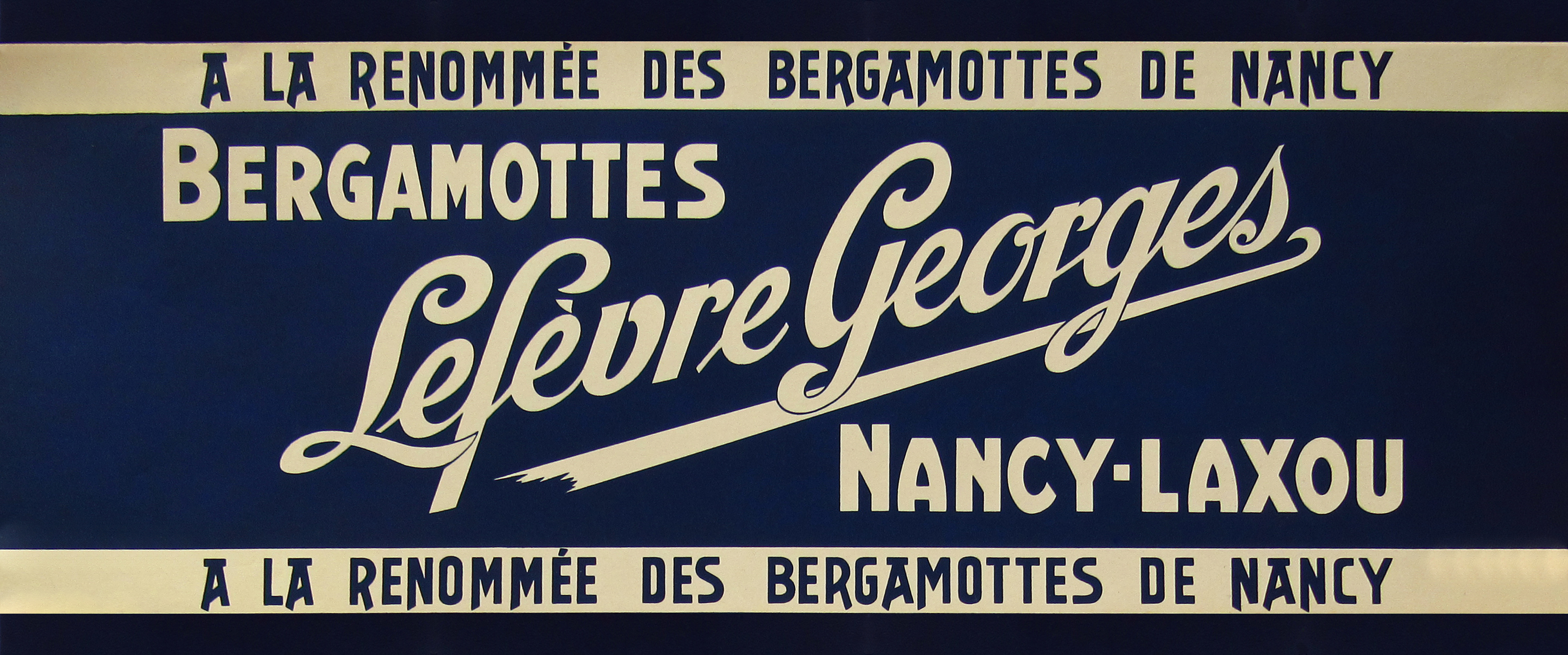
Bandeau en papier Bergamottes de Nancy Lefèvre Georges 1925

## 1925: Georges et Georgette Lefèvre - la confiserie Lefèvre Georges
Le fils de Louis Lefèvre-Denise, Georges Lefèvre (1884-1958), fonde sa propre confiserie en 1925, et continue d'utiliser la marque de fabrique « Bergamottes de Nancy ». Il fait à son tour fabriquer des boîtes métalliques pour commercialiser ses « Bergamottes de Nancy », et passe commande de ses boites lithographiées en fer-blanc aux Établissements Chambon installés à Nantes. Les pierres lithographiques utilisées pour l'impression de ces boites sont conservées au Musée de l'imprimerie de Nantes. 

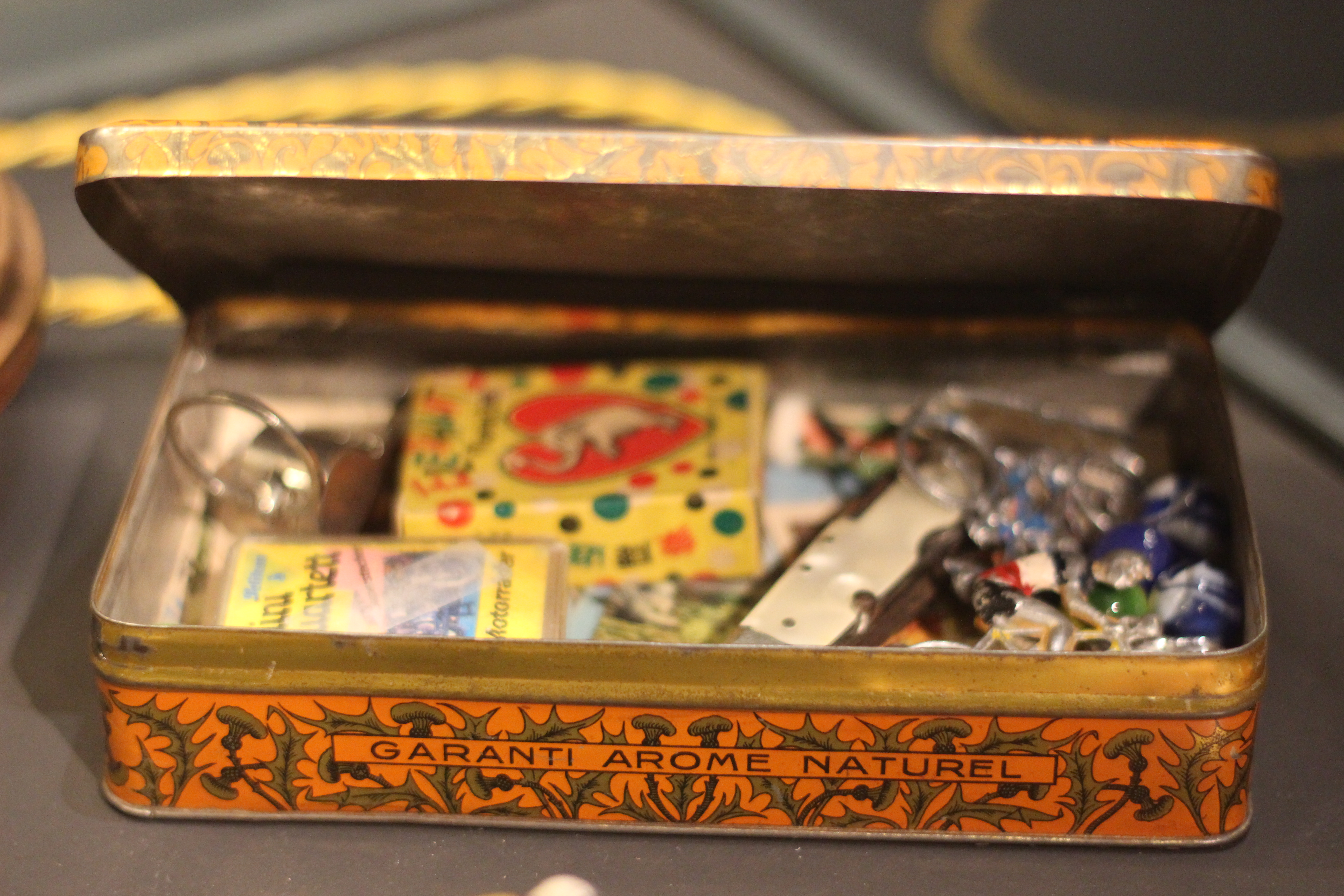
La boîte de bergamottes utilisée dans le film Le Fabuleux Destin d'Amélie Poulain.

C'est une de ces boîtes qui apparaît en 2001 dans le film Le Fabuleux Destin d'Amélie Poulain réalisé par Jean-Pierre Jeunet,,.
Les établissements Lefèvre-Georges participent également aux expositions, et sont récompensés par une médaille d'or à l'exposition nationale de l'hôtellerie et du tourisme de Nancy de 1927.
Aujourd'hui, « Bergamottes de Nancy » est toujours une marque déposée de la confiserie Lefèvre-Lemoine, dont les propriétaires sont les descendants du confiseur Louis Lefèvre-Denise,.